# Bezvučni zubni tjesnačnik
Bezvučni zubni tjesnačnik (bezvučni dentalni frikativ) suglasnik je kojim se koristi u nekim jezicima. Znak za bezvučni zubni tjesnačnik u međunarodnoj fonetskoj abecedi (IPA) jest [θ]. Mnogo vrlo poznatih i raširenih jezika nema ovaj glas, primjerice njemački, portugalski ili japanski jezik. Glas postoji u engleskom jeziku, a pojavljuje se u riječima poput thin, thing, cloth i drugim. Engleski ima i zvučni zubni tjesnačnik koji se također obilježava digrafom th kao u riječi that.
Primjerice, u hrvatskom je jeziku glas obilježen slovom s bezvučni zubni tjesnačnik, ali on je sibilant što znači da se izgovara slično glasu [s], samo zubno.

## Značajke
Njegove značajke uključuju:
- Po načinu tvorbe jest tjesnačnik
- Po mjestu tvorbe jest zubni suglasnik (dentalni suglasnik)
- Po zvučnosti jest bezvučan.